# Тяньчжоу-1
Тяньчжоу-1 (кит. трад. 天舟, піньїнь: Tiān Zhōu, акад. Тянь Чжоу, буквально «Небесний корабель») — перший вантажний космічний корабель, який самостійно повністю створений Китаєм.

## Історія
Китай анонсував запуск «Тяньчжоу-1» в березні 2015 року. Очікувалося, що вантажний корабель буде виведений на орбіту в 2016 році. Проте він був запущений 20 квітня 2017 року з космодрому Веньчан та виведений на орбіту ракетою-носієм Чанчжен-7. Процес запуску показали в прямому ефірі Центрального китайського телебачення. Його головне завдання полягало в доставленні вантажів до модуля космічної лабораторії «Тяньгун-2». Тяньчжоу-1 доставив на орбіту понад 6 т вантажів, включаючи велику кількість обладнання і матеріалів для космічних експериментів. Також запуск має продемонструвати можливості Китаю самостійно створювати та реалізовувати космічні проєкти.
Близько трьох місяців Тяньчжоу-1 проведе на орбіті. За цей час заплановано три стикування з лабораторією Тяньгун-2. Перше стикування відбулося 22 квітня о 4:16 UTC. Тоді був доставлений вантаж на станцію та проведено дозаправлення.
Під час другого стикування, яке пройде у червні, буде тестуватися можливість «Тяньчжоу-1» виходити на зближення з «Тяньгун-2» з різних напрямків. Завершальне, третє стикування, буде відбуватися в прискореному режимі. Якщо на звичайні стикування йде до двох днів, то прискорене займе близько шести годин. Кожен раз при стикуванні на заправку заплановано витратити близько семи днів.